# Heeres-Sanitätsinspekteur
Der Heeres-Sanitätsinspekteur (H San Insp) war ein Dienstposten in der Reichswehr und im Heer der Wehrmacht. Seit Beginn des Überfalls auf Polen war er  als oberster Sanitätsoffizier des Heeres verantwortlich für den Sanitätsdienst seiner Teilstreitkraft.

## Dienststellung in der Wehrmacht
Der Heeres-Sanitätsinspekteur gehörte zum Reichswehrministerium (Heeresleitung) und unterstand zunächst dem Befehlshaber des Ersatzheeres, später dem Chef des Wehrmachtsanitätswesens, dessen Dienstposten zum 28. Juli 1942 geschaffen wurde.
Zur Erfüllung seiner Aufgaben verfügte der Heeres-Sanitätsinspekteur über einen Generalstab, der sich aus den Abteilungen Personal, Organisation, Wissenschaft und Gesundheitsführung, den Gruppen Pharmazeutische und chemische Angelegenheiten, Ärztliche Angelegenheiten der Wehrmacht, Fürsorge und Versorgung und Freiwillige Krankenpflege sowie einer Registratur zusammensetzte.
Ihm direkt unterstellt waren der Hauptsanitätspark in Berlin-Lichtenberg, die Nachschubzentrale für sanitätsdienstliche Ausrüstungsgegenstände, die Militärärztliche Akademie und die Heeresgruppenärzte, für deren Dienstpostenbesetzung er gegenüber dem Heerespersonalamt Vorschlagsrecht hatte, und die Beratenden Ärzte.
Gegenüber dem Heeresarzt beim Generalquartiermeister im Oberkommando des Heeres, dessen Aufgaben er ab dem 1. Januar 1941 in Personalunion wahrnahm, hatte er bis dahin Weisungsbefugnis. Mit der Übernahme der Aufgaben des Heeresarztes war er nun auch für den Sanitätsdienst des Feldheeres persönlich verantwortlich.

## Inspekteure
| Name                | Beginn der Berufung | Ende der Berufung | Dienstgrad           |
| ------------------- | ------------------- | ----------------- | -------------------- |
| Reichswehr          |                     |                   |                      |
| Wilhelm Schultzen   | 1919                | 31. Oktober 1927  | Generaloberstabsarzt |
| Carl Franz          | 1. November 1927    | 31. Oktober 1932  | Generaloberstabsarzt |
| Anton Waldmann      | 1. November 1932    |                   | Generaloberstabsarzt |
| Wehrmacht           |                     |                   |                      |
| Anton Waldmann      |                     | 31. Dezember 1940 | Generaloberstabsarzt |
| Siegfried Handloser | 1. Januar 1941      | 13. August 1944   | Generaloberstabsarzt |
| Paul Walter         | 9. November 1944    | 23. Mai 1945      | Generalarzt          |